# Guerra Jōkyū
A Guerra Jōkyū (承久の乱, jōkyū no ran) também conhecida por Rebelião Jōkyū, foi um conflito da história do Japão que ocorreu entre as forças do  imperador aposentado  Go-Toba e o clã Hōjō, Shikken (regentes) do Xogunato Kamakura,  que o imperador aposentado tentou derrubar. A revolta deve o seu nome ao fato desta ter acontecido em 1221 que correspondia ao terceiro ano da Era Jōkyū.
A batalha principal ocorreu em Uji, perto de Quioto, a terceira a ocorrer nesse local em menos de meio século.

## Antecedentes
No início do Século XIII, o Imperador Go-Toba procurava algum meio de realizar manobras políticas bloqueadas pelo Xogunato Kamakura. Buscando a independência e o poder que considerava seus por direito como o governante do Japão , Go-Toba reuniu aliados em 1221, e planejou a derrubada do xogunato. Esses aliados consistiam principalmente de membros do Clã Taira e de outros inimigos dos Minamoto , os vitoriosos nas guerras Genpei , e o clã dos xoguns .
Conta-se que a primeiro bandeira imperial apareceu neste período;  e que Go-Toba deu a um general durante a guerra. Imagens do Sol e da Lua bordadas com ouro e prata em um brocado vermelho . 

## A rebelião
Em meados de 1221,Go-Toba decidiu, como se daria a sucessão do imperador, sem consultar o xogunato. Convidou então um grande número de potenciais aliados para um grande festival, revelando assim a lealdade daqueles que rejeitaram o convite. Um oficial importante revelou a sua lealdade ao xogunato e foi morto. Vários dias depois, a Corte Imperial declarou Hōjō Yoshitoki , o representante do xogunato, como fora da lei, e três dias depois todo o leste do Japão tinha entrado em rebelião .
Hōjō Yoshitoki decidiu lançar uma ofensiva contra as forças de Go-Toba em Quioto, a estratégia de três frentes, como foi utilizado algumas décadas antes. Um frente era o ataque das montanhas, a segunda era atacar pelo norte, e o terceiro, comandado pelo filho de Yoshitoki,  Yasutoki , pela estrada de Tōkaidō .
Estas forças enfrentaram pouca oposição em seu caminho rumo a capital; os comandantes das forças imperiais simplesmente não quiseram enfrentar as forças do xogum. Quando Go-Toba soube desta série de derrotas, deixou a cidade rumando para para o Monte Hiei, onde pediu ajuda dos sohei , os monges guerreiros do Monte Hiei. Estes recusaram, alegando que estavam fracos, e Go-Toba voltou a Quioto . Os remanescentes do exército imperial se posicionaram para uma resistência final na ponte sobre o Rio Uji, o mesmo lugar onde foi travada a batalha (1º Batalha de Uji) que originou as Guerras Genpei, 41 anos antes. Yasutoki utilizou-se de uma carga de cavalaria para atravessar a ponte, dispersando as forças imperiais e dai pôde rumar para Quioto .
A capital foi tomada pelas forças do xogum, e a rebelião de Go-Toba foi encerrada. Go-Toba foi banido para as Ilhas Oki, de onde nunca mais voltou . Seus filhos também foram banidos, incluindo o ex-Imperador Tsuchimikado (para a Província de Tosa ) , o ex-Imperador Juntoku (para a Província de Sado ), e o recém-entronizado Imperador Chukyo , o primeiro filho de Juntoku, foi substituído pelo Imperador Go-Horikawa , sobrinho de Go-Toba .
Ao final os nobres que apoiaram Go-Toba tiveram suas terras confiscadas pelo xogunato, que reforçou sua influência doando essas terras aos seus apoiadores e estabelecendo um órgão de controle da Corte, o Rokuhara Tandai , no antigo palácio de Taira no Kiyomori no distrito de Rokuhara em Quioto .